# Список оповідань Стівена Кінга
Цей список містить оповідання Стівена Кінга, що включає оповідання, вірші і п'єси у хронологічному порядку від дати першої публікації.
Стівену Кінгу іноді помилково приписують «майже 400 оповідань» (або аналогічне велике число). Однак усі відомі опубліковані оповідання наведені нижче і їх кількість складає 208 робіт. 
Більшість цих творів зібрані в авторських збірках Кінга. Однак деякі з цих творів не входять до жодних збірок.

## Оповідання в авторських збірках
Основний масив творчого доробку Стівена Кінга у форматі оповідання (англ. short story — за класифікацією офіційного вебсайту письменника) складають 108 творів, що увійшли до семи його авторських збірок, а саме:
- Нічна зміна (лютий 1978) — 20 оповідань (у тому числі 4, що раніше не публікувалися)
- Команда скелетів (червень 1985) — 19 оповідань (у тому числі 1, що раніше не публікувалося)
- Кошмари та сновидіння (вересень 1993) — 21 оповідання (в тому числі 4, що раніше не публікувалися)
- Все можливо (березень 2002) — 14 оповідань, всі з яких публікувалися раніше
- Коли впаде темрява (листопад 2008) — 11 оповідань, всі з яких публікувалися раніше
- Ярмарок нічних жахіть (листопад 2015) — 16 оповідань (у тому числі 2, що раніше не публікувалися)
- Похмурі історії, як ви любите[en] (травень 2025) — 7 оповідань.

Список оповідань Стівена Кінга, що увійшли до його авторських збірок, наводиться нижче у хронологічному порядку їх першої публікації.

### 1960-ті
| Рік  | Назва                  | Оригінальна назва          | Перша публікація                  | Авторська збірка                                        | Примітки |
| ---- | ---------------------- | -------------------------- | --------------------------------- | ------------------------------------------------------- | -------- |
| 1967 | Скляна підлога         | англ. The Glass Floor      | Startling Mystery Stories (осінь) | Подарункове розширене видання збірки Нічна зміна (2020) |          |
| 1968 | Повстання Каїна        | англ. Cain Rose Up         | Ubris (весна)                     | Команда скелетів (1985)                                 |          |
| 1968 | Тут теж водяться тигри | англ. Here There Be Tygers | Ubris (весна)                     | Команда скелетів (1985)                                 |          |
| 1968 | Сунична весна          | англ. Strawberry Spring    | Ubris (осінь)                     | Нічна зміна (1978)                                      |          |
| 1969 | Нічний прибій          | англ. Night Surf           | Ubris (весна)                     | Нічна зміна (1978)                                      |          |
| 1969 | Задзеркальний Жнець    | англ. The Reaper's Image   | Startling Mystery Stories (весна) | Команда скелетів (1985)                                 |          |
| 1970 | Нічна зміна            | англ. Graveyard Shift      | Cavalier (жовтень)                | Нічна зміна (1978)                                      |          |

### 1970-ті
| Рік  | Назва                                                    | Оригінальна назва                                            | Перша публікація                         | Авторська збірка                                        | Примітки                                                        |
| ---- | -------------------------------------------------------- | ------------------------------------------------------------ | ---------------------------------------- | ------------------------------------------------------- | --------------------------------------------------------------- |
| 1971 | Я дверний проріз                                         | англ. I Am the Doorway                                       | Cavalier (березень)                      | Нічна зміна (1978)                                      |                                                                 |
| 1972 | Не переношу маленьких дітей                              | англ. Suffer the Little Children                             | Cavalier (лютий)                         | Кошмари та сновидіння (1993)                            |                                                                 |
| 1972 | П'ята чверть                                             | англ. The Fifth Quarter                                      | Cavalier (квітень)                       | Кошмари та сновидіння (1993)                            |                                                                 |
| 1972 | Поле бою                                                 | англ. Battleground                                           | Cavalier (вересень)                      | Нічна зміна (1978)                                      |                                                                 |
| 1972 | Чавилка                                                  | англ. The Mangler                                            | Cavalier (грудень)                       | Нічна зміна (1978)                                      |                                                                 |
| 1973 | Бугімен                                                  | англ. The Boogeyman                                          | Cavalier (березень)                      | Нічна зміна (1978)                                      |                                                                 |
| 1973 | Вантажівки                                               | англ. Trucks                                                 | Cavalier (червень)                       | Нічна зміна (1978)                                      |                                                                 |
| 1973 | Сіра речовина                                            | англ. Gray Matter                                            | Cavalier (жовтень)                       | Нічна зміна (1978)                                      |                                                                 |
| 1973 | Це росте на вас                                          | англ. It Grows on You                                        | Marshroots (осінь)                       | Кошмари та сновидіння (1993)                            |                                                                 |
| 1974 | Інколи вони повертаються                                 | англ. Sometimes They Come Back                               | Cavalier (березень)                      | Нічна зміна (1978)                                      |                                                                 |
| 1975 | Газонокосар                                              | англ. The Lawnmower Man                                      | Cavalier (травень)                       | Нічна зміна (1978)                                      |                                                                 |
| 1976 | Бур'яни                                                  | англ. Weeds                                                  | Cavalier (травень)                       | Подарункове розширене видання збірки Нічна зміна (2020) | Вперше опубліковано у антології Dark Screams: Volume One (2014) |
| 1976 | Карниз                                                   | англ. The Ledge                                              | Penthouse (липень)                       | Нічна зміна (1978)                                      |                                                                 |
| 1976 | Я знаю, що тобі потрібно                                 | англ. I Know What You Need                                   | Cosmopolitan (вересень)                  | Нічна зміна (1978)                                      |                                                                 |
| 1977 | Діти кукурудзи                                           | англ. Children of the Corn                                   | Penthouse (березень)                     | Нічна зміна (1978)                                      |                                                                 |
| 1977 | На коня                                                  | англ. One for the Road                                       | Maine (березень/квітень)                 | Нічна зміна (1978)                                      |                                                                 |
| 1977 | Пекельний кіт                                            | англ. The Cat from Hell                                      | Cavalier (червень)                       | Коли впаде темрява (2008)                               |                                                                 |
| 1977 | Чоловік, який любив квіти                                | англ. The Man Who Loved Flowers                              | Gallery (серпень)                        | Нічна зміна (1978)                                      |                                                                 |
| 1978 | Доля Єрусалиму                                           | англ. Jerusalem's Lot                                        | —                                        | Нічна зміна (1978)                                      |                                                                 |
| 1978 | Корпорація «Кидайте палити»                              | англ. Quitters, Inc.                                         |                                          | Нічна зміна (1978)                                      |                                                                 |
| 1978 | Останній щабель драбини                                  | англ. The Last Rung on the Ladder                            |                                          | Нічна зміна (1978)                                      |                                                                 |
| 1978 | Жінка в кімнаті                                          | англ. The Woman in the Room                                  |                                          | Нічна зміна (1978)                                      |                                                                 |
| 1978 | Нона                                                     | англ. Nona                                                   | Антологія Тіні (листопад)                | Команда скелетів (1985)                                 |                                                                 |
| 1980 | Крауч-Енд                                                | Crouch End€}                                                 | New Tales of the Cthulhu Mythos (січень) | Кошмари та сновидіння (1993)                            |                                                                 |
| 1980 | Великі колеса: оповідь хлопців із пральні (молочник № 2) | англ. Big Wheels: A Tale of the Laundry Game (Milkman No. 2) | New Terrors (липень)                     | Команда скелетів (1985)                                 |                                                                 |
| 1980 | Мавпа                                                    | англ. The Monkey                                             | Gallery (листопад)                       | Команда скелетів (1985)                                 |                                                                 |
| 1980 | Весільний концерт                                        | англ. The Wedding Gig                                        | Таємничий журнал Еллері Квіна (грудень)  | Команда скелетів (1985)                                 |                                                                 |

### 1980-ті
| Рік  | Назва                            | Оригінальна назва                        | Перша публікація                                 | Авторська збірка                                | Примітки                                                        |
| ---- | -------------------------------- | ---------------------------------------- | ------------------------------------------------ | ----------------------------------------------- | --------------------------------------------------------------- |
| 1981 | Довгий джонт                     | англ. The Jaunt                          | The Twilight Zone Magazine (червень)             | Команда скелетів (1985)                         |                                                                 |
| 1981 | Чоловік, який ніколи не ручкався | англ. The Man Who Would Not Shake Hands  | Антологія Тіні (жовтень)                         | Команда скелетів (1985)                         |                                                                 |
| 1981 | Протока                          | англ. The Reach                          | Янкі (листопад)                                  | Команда скелетів (1985)                         |                                                                 |
| 1982 | Той, хто хоче вижити             | англ. Survivor Type                      | Terrors (липень)                                 | Команда скелетів (1985)                         |                                                                 |
| 1982 | Пліт                             | англ. The Raft                           | Gallery (листопад)                               | Команда скелетів (1985)                         |                                                                 |
| 1983 | Всемогутній текст-процесор       | англ. Word Processor of the Gods         | Playboy (січень)                                 | Команда скелетів (1985)                         |                                                                 |
| 1983 | Вантажівка дядька Отто           | англ. Uncle Otto's Truck                 | Янкі (жовтень)                                   | Команда скелетів (1985)                         |                                                                 |
| 1984 | Бабуся                           | англ. Gramma                             | Weirdbook (весна)                                | Команда скелетів (1985)                         |                                                                 |
| 1984 | Найкоротший шлях місіс Тодд      | англ. Mrs. Todd's Shortcut               | Redbook (травень)                                | Команда скелетів (1985)                         |                                                                 |
| 1984 | Одкровення Бекі Полсон           | англ. The Revelations of 'Becka Paulson  | Rolling Stone (19 липня — 2 серпня)              | Обмежене видання збірки Команда скелетів (1985) | У 1991 оповідання увійшло до антології I Shudder at Your Touch. |
| 1984 | Пляжний світ                     | англ. Beachworld                         | Weird Tales (осінь)                              | Команда скелетів (1985)                         |                                                                 |
| 1985 | Ранкові доставки (молочник № 1)  | англ. Morning Deliveries (Milkman No. 1) | —                                                | Команда скелетів (1985)                         |                                                                 |
| 1986 | Кінець всього безладу            | англ. The End of the Whole Mess          | Omni (жовтень)                                   | Кошмари та сновидіння (1993)                    |                                                                 |
| 1987 | Дідо                             | англ. Popsy                              | Masques II (червень)                             | Кошмари та сновидіння (1993)                    |                                                                 |
| 1987 | Справа лікаря                    | англ. The Doctor's Case                  | The New Adventures of Sherlock Holmes (листопад) | Кошмари та сновидіння (1993)                    |                                                                 |
| 1988 | Нічний літун                     | англ. The Night Flier                    | Антологія Першокласне зло (червень)              | Кошмари та сновидіння (1993)                    |                                                                 |
| 1988 | Посвята                          | англ. Dedication                         | Night Visions 5 (липень)                         | Кошмари та сновидіння (1993)                    |                                                                 |
| 1988 | Кросівки                         | англ. Sneakers                           | Night Visions 5 (липень)                         | Кошмари та сновидіння (1993)                    |                                                                 |
| 1989 | Сезон дощів                      | англ. Rainy Season                       | Midnight Graffiti (весна)                        | Кошмари та сновидіння (1993)                    |                                                                 |
| 1989 | Домашні пологи                   | англ. Home Delivery                      | Антологія Книга мертвих (червень)                | Кошмари та сновидіння (1993)                    |                                                                 |
| 1989 | Мій гарненький поні              | англ. My Pretty Pony                     | Окреме видання (вересень)                        | Кошмари та сновидіння (1993)                    |                                                                 |
| 1990 | Рухомий палець                   | англ. The Moving Finger                  | Фентезі & Сайнс фікшн (грудень)                  | Кошмари та сновидіння (1993)                    |                                                                 |

### 1990-ті
| Рік  | Назва                                                  | Оригінальна назва                                         | Перша публікація                | Авторська збірка             | Примітки |
| ---- | ------------------------------------------------------ | --------------------------------------------------------- | ------------------------------- | ---------------------------- | -------- |
| 1992 | Знаєте, вони класно грають                             | англ. You Know They Got a Hell of a Band                  | Shock Rock (січень)             | Кошмари та сновидіння (1993) |          |
| 1992 | Клацаючі зуби                                          | англ. Chattery Teeth                                      | Cemetery Dance (осінь)          | Кошмари та сновидіння (1993) |          |
| 1993 | Жебрак і діамант                                       | англ. The Beggar and the Diamond                          | —                               | Кошмари та сновидіння (1993) |          |
| 1993 | Будинок на Мейпл-стріт                                 | англ. The House on Maple Street                           | —                               | Кошмари та сновидіння (1993) |          |
| 1993 | Люди десятої години                                    | англ. The Ten O'Clock People                              | —                               | Кошмари та сновидіння (1993) |          |
| 1993 | Остання справа Амні                                    | англ. Umney's Last Case                                   | —                               | Кошмари та сновидіння (1993) |          |
| 1994 | Людина в чорному костюмі                               | англ. The Man in the Black Suit                           | Нью-Йоркер (31 жовтня)          | Все можливо (2002)           |          |
| 1995 | Щасливий четвертак                                     | англ. Luckey Quarter                                      | USA Weekend (30 червня-2 липня) | Все можливо (2002)           |          |
| 1995 | Обід у кав'ярні «Готем»                                | англ. Lunch at the Gotham Café                            | Dark Love (листопад)            | Все можливо (2002)           |          |
| 1997 | Секційний зал номер чотири                             | англ. Autopsy Room Four                                   | Шість історій (квітень)         | Все можливо (2002)           |          |
| 1997 | Теорія домашніх тварин                                 | англ. L. T.'s Theory of Pets                              | Шість історій (квітень)         | Все можливо (2002)           |          |
| 1998 | Почуття, яке словами можна виразити тільки французькою | англ. That Feeling, You Can Only Say What It Is in French | Нью-Йоркер (22 червня)          | Все можливо (2002)           |          |
| 1998 | Маленькі сестри Елурії                                 | англ. The Little Sisters of Eluria                        | Антологія Легенди (жовтень)     | Все можливо (2002)           |          |
| 1999 | Дорожній вірус мчить на північ                         | англ. The Road Virus Heads North                          | Антологія 999 (7 вересня)       | Все можливо (2002)           |          |
| 1999 | 1408                                                   | англ. 1408                                                | Антологія Кров і дим (листопад) | Все можливо (2002)           |          |
| 1999 | У кімнаті смерті                                       | англ. In the Deathroom                                    | Антологія Кров і дим (листопад) | Все можливо (2002)           |          |

### 2000-ні
| Рік  | Назва                                   | Оригінальна назва                                 | Перша публікація                         | Авторська збірка             | Примітки |
| ---- | --------------------------------------- | ------------------------------------------------- | ---------------------------------------- | ---------------------------- | -------- |
| 2001 | Все, що ти любив колись, вітром віднесе | англ. All That You Love Will Be Carried Away      | Нью-Йоркер (29 січня)                    | Все можливо (2002)           |          |
| 2001 | Смерть Джека Гамільтона                 | англ. The Death of Jack Hamilton                  | Нью-Йоркер (24-31 грудня)                | Все можливо (2002)           |          |
| 2003 | Сон Гарві                               | англ. Harvey's Dream                              | Нью-Йоркер (30 червня)                   | Коли впаде темрява (2008)    |          |
| 2003 | Велотренажер                            | англ. Stationary Bike                             | Антологія Borderlands 5                  | Коли впаде темрява (2008)    |          |
| 2003 | Зупинка по дорозі                       | англ. Rest Stop                                   | Есквайр (грудень)                        | Коли впаде темрява (2008)    |          |
| 2005 | Речі, які вони залишили по собі         | англ. The Things They Left Behind                 | Трансгресії: Том другий (травень)        | Коли впаде темрява (2008)    |          |
| 2006 | Вілла                                   | англ. Willa                                       | Playboy (грудень)                        | Коли впаде темрява (2008)    |          |
| 2007 | Випускний день                          | англ. Graduation Afternoon                        | Postscripts (березень)                   | Коли впаде темрява (2008)    |          |
| 2007 | Дівчина-колобок                         | англ. The Gingerbread Girl                        | Есквайр (липень)                         | Коли впаде темрява (2008)    |          |
| 2007 | Аяна                                    | англ. Ayana                                       | The Paris Review (осінь)                 | Коли впаде темрява (2008)    |          |
| 2007 | Німий                                   | англ. Mute                                        | Playboy (грудень)                        | Коли впаде темрява (2008)    |          |
| 2008 | «Нью-Йорк Таймз» за пільговими знижками | англ. The New York Times at Special Bargain Rates | Фентезі & Сайнс фікшн (жовтень/листопад) | Коли впаде темрява (2008)    |          |
| 2009 | Першокласна гармонія                    | англ. Premium Harmony                             | Нью-Йоркер (9 листопада)                 | Ярмарок нічних жахіть (2015) |          |

### 2010-ті
| Рік  | Назва                        | Оригінальна назва                          | Перша публікація                                               | Авторська збірка                               | Примітки |
| ---- | ---------------------------- | ------------------------------------------ | -------------------------------------------------------------- | ---------------------------------------------- | -------- |
| 2011 | Герман Воук все ще живий     | англ. Herman Wouk is Still Alive           | The Atlantic (травень)                                         | Ярмарок нічних жахіть (2015)                   |          |
| 2011 | Вона нездужає                | англ. Under the Weather                    | Повна темрява. Без зірок (м'яка обкладинка) (травень)          | Ярмарок нічних жахіть (2015)                   |          |
| 2011 | 81 миля                      | англ. Mile 81                              | Електронна книга (1 вересня)                                   | Ярмарок нічних жахіть (2015)                   |          |
| 2011 | Маленький зелений бог агонії | англ. The Little Green God of Agony        | A Book of Horrors (29 вересня)                                 | Ярмарок нічних жахіть (2015)                   |          |
| 2011 | Дюна                         | англ. The Dune                             | Гранта (№ 117, осінь)                                          | Ярмарок нічних жахіть (2015)                   |          |
| 2012 | Сварка Бетмена і Робіна      | англ. Batman and Robin Have an Altercation | Гарперс меґезін (вересень)                                     | Ярмарок нічних жахіть (2015)                   |          |
| 2013 | Загробне життя               | англ. Afterlife                            | Tin House (№ 56, червень)                                      | Ярмарок нічних жахіть (2015)                   |          |
| 2013 | Літній грім                  | англ. Summer Thunder                       | Що ховається у сутінках (англ. Turn Down the Lights) (грудень) | Ярмарок нічних жахіть (2015)                   |          |
| 2014 | Неслухняна дитина            | англ. Bad Little Kid                       | Електронна книга (14 березня)                                  | Ярмарок нічних жахіть (2015)                   |          |
| 2014 | Автобус з іншого світу       | англ. That Bus Is Another World            | Есквайр (серпень)                                              | Ярмарок нічних жахіть (2015)                   |          |
| 2015 | Смерть                       | англ. A Death                              | Нью-Йоркер (9 березня)                                         | Ярмарок нічних жахіть (2015)                   |          |
| 2015 | П'яні феєрверки              | англ. Drunken Fireworks                    | Аудіокнига (30 червня)                                         | Ярмарок нічних жахіть (2015)                   |          |
| 2015 | Містер Зваба                 | англ. Mister Yummy                         | —                                                              | Ярмарок нічних жахіть (2015)                   |          |
| 2015 | Некрологи                    | англ. Obits                                |                                                                | Ярмарок нічних жахіть (2015)                   |          |
| 2016 | Банка з печивом              | англ. Cookie Jar                           | Virginia Quarterly Review (весна)                              | Ярмарок нічних жахіть (м'яка обкладинка, 2016) |          |
| 2018 | Фахівець із турбулентності   | англ. The Turbulence Expert                | Антологія Лети або тремти (4 вересня)                          | Похмурі історії, як ви любите                  |          |
| 2018 | Лорі                         | англ. Laurie                               | stephenking.com (2018)                                         | Похмурі історії, як ви любите                  |          |
| 2020 | П'ятий крок                  | англ. The Fifth Step                       | Гарперс меґезін (березень)                                     | Похмурі історії, як ви любите                  |          |
| 2020 | По дорозі біля трактиру      | англ. On Slide Inn Road                    | Есквайр (жовтень/листопад)                                     | Похмурі історії, як ви любите                  |          |

### 2020-ті
| Рік  | Назва          | Оригінальна назва       | Перша публікація                                    | Авторська збірка              | Примітки |
| ---- | -------------- | ----------------------- | --------------------------------------------------- | ----------------------------- | -------- |
| 2021 | Червоний екран | англ. Red Screen        | Електронна книга (9 вересня)                        | Похмурі історії, як ви любите |          |
| 2022 | Дивак Віллі    | англ. Willie the Weirdo | Timothy McSweeney's Quarterly Concern (№ 66, весна) | Похмурі історії, як ви любите |          |
| 2022 | Фінн           | англ. Finn              | Електронна та аудіокнига (25 травня)                | Похмурі історії, як ви любите |          |

## Оповідання в інших збірках
Список оповідань Стівена Кінга, що увійшли до антологій та інших (крім авторських) збірок, а також в інших (крім авторських збірок) виданнях письменника наводиться нижче у хронологічному порядку їх першої публікації.
| Рік  | Назва                      | Оригінальна назва                         | Перша публікація                                                               | У збірці                                                                            | Примітка |
| ---- | -------------------------- | ----------------------------------------- | ------------------------------------------------------------------------------ | ----------------------------------------------------------------------------------- | -------- |
| 1959 | Стрибун                    | англ. Jumper                              | Dave's Rag                                                                     | Таємні вікна (2000)                                                                 |          |
| 1960 | Терміновий виклик          | англ. Rush Call                           | Dave's Rag                                                                     | Таємні вікна (2000)                                                                 |          |
| 1960 | Готель у кінці дороги      | англ. The Hotel at the End of the Road    | Люди, місця та речі                                                            | Люди, місця та речі                                                                 |          |
| 1960 | Я мушу втекти!             | англ. I've Got to Get Away!               |                                                                                |                                                                                     |          |
| 1960 | Деформація виміру          | англ. The Dimension Warp                  |                                                                                |                                                                                     |          |
| 1960 | Тварина на дні колодязя    | англ. The Thing at the Bottom of the Well |                                                                                |                                                                                     |          |
| 1960 | Незнайомець                | англ. The Stranger                        |                                                                                |                                                                                     |          |
| 1960 | Я падаю                    | англ. I'm Falling                         |                                                                                |                                                                                     |          |
| 1960 | Проклята експедиція        | англ. The Cursed Expedition               |                                                                                |                                                                                     |          |
| 1960 | По той бік туману          | англ. The Other Side of the Fog           |                                                                                |                                                                                     |          |
| 1960 | Ніколи не оглядайся        | англ. Never Look Behind You               |                                                                                |                                                                                     |          |
| 1971 | Синій повітряний компресор | англ. The Blue Air Compressor             | Onan (січень)                                                                  | Shining in the Dark (2018)                                                          |          |
| 1978 | Ніч тигра                  | англ. The Night of the Tiger              | Фентезі & Сайнс фікшн (лютий)                                                  | More Tales of Unknown Horror (1979)                                                 |          |
| 1979 | Ящик                       | англ. The Crate                           | Gallery (липень)                                                               | The Arbor House Treasury of Horror and the Supernatural (1981)                      |          |
| 1986 | Для птахів                 | англ. For the Birds                       | Bred Any Good Rooks Lately? (січень)                                           | Bred Any Good Rooks Lately? (січень)                                                |          |
| 1988 | Реплоїди                   | англ. The Reploids                        | Night Visions 5 (липень)                                                       | Night Visions 5 (липень)                                                            |          |
| 2000 | Серце старого чувака       | англ. The Old Dude's Ticker               | NECON XX (липень)                                                              | NECON XX (липень)                                                                   |          |
| 2003 | Історія Діка Грея          | англ. The Tale of Gray Dick               | McSweeney's Mammoth Treasury of Thrilling Tales (березень)                     | McSweeney's Mammoth Treasury of Thrilling Tales (березень)                          |          |
| 2004 | Лізі та божевільний        | англ. Lisey and the Madman                | McSweeney's Enchanted Chamber of Astonishing Stories                           | McSweeney's Enchanted Chamber of Astonishing Stories                                |          |
| 2006 | Пам'ять                    | англ. Memory                              | Tin House (№ 28, липень)                                                       | Блейз (2007)                                                                        |          |
| 2009 | Прискорення                | англ. Throttle                            | He Is Legend (лютий)                                                           | He Is Legend (лютий)                                                                |          |
| 2013 | Мертва зона рок-н-роллу    | англ. The Rock and Roll Dead Zone         | Hard Listening: The Greatest Rock Band Ever (of Authors) Tells All (18 червня) | Hard Listening: The Greatest Rock Band Ever (of Authors) Tells All (18 червня)      |          |
| 2016 | Музична кімната            | англ. The Music Room                      | Playboy (грудень 2016)                                                         | In Sunlight or in Shadow: Stories Inspired by the Paintings of Edward Hopper (2016) |          |
| 2019 | Загін D                    | англ. Squad D                             | Shivers VIII (18 квітня)                                                       | Shivers VIII (18 квітня)                                                            |          |

## Оповідання поза збірками
Список оповідань Стівена Кінга, що увійшли до антологій та інших (крім авторських) збірок, а також в інших (крім авторських збірок) виданнях письменника наводиться нижче у хронологічному порядку їх першої публікації.
| Рік  | Назва                                 | Оригінальна назва                          | Перша публікація                           |
| ---- | ------------------------------------- | ------------------------------------------ | ------------------------------------------ |
| 1959 | Земля 1000000 років тому              | англ. Land of 1,000,000 Years Ago          | самостійно                                 |
| 1959 | англ. Thirty-One of the Classics      |                                            | самостійно                                 |
| 1963 | Зомбі                                 | англ. The Undead                           | The Undead                                 |
| 1963 | Палець на гачку                       | англ. Trigger Finger                       | Trigger Finger                             |
| 1964 | Зоряні загарбники                     | англ. The Star Invaders                    | окреме видання                             |
| 1965 | Кодове ім'я: Мишоловка                | англ. Codename: Mousetrap                  | The Drum (27 жовтня)                       |
| 1965 | Я був підлітком, який грабував могили | англ. I Was a Teenage Grave Robber         | Comics Review                              |
| 1966 | 43-й сон                              | англ. The 43rd Dream                       | The Drum                                   |
| 1969 | Стад-сіті                             | англ. Stud City                            | Ubris (осінь)                              |
| 1970 | Слейд                                 | англ. Slade                                | The Maine Campus (11 червня — 6 серпня)    |
| 1975 | Помста Дупи-Хогана                    | англ. The Revenge of Lard Ass Hogan        | The Maine Review (липень)                  |
| 1977 | Сім'я Кінгів та зла відьма            | англ. The King Family and the Wicked Witch | Flint (серпень)                            |
| 1978 | Стрілець                              | англ. The Gunslinger                       | Фентезі & Сайнс фікшн (жовтень)            |
| 1978 | Людина з животом                      | англ. Man With a Belly                     | Cavalier (грудень)                         |
| 1980 | Дорожня станція                       | англ. The Way Station                      | Фентезі & Сайнс фікшн (квітень)            |
| 1981 | Оракул і гори                         | англ. The Oracle and the Mountains         | Фентезі & Сайнс фікшн (лютий)              |
| 1981 | Повільні мутанти                      | англ. The Slow Mutants                     | Фентезі & Сайнс фікшн (липень)             |
| 1981 | Монстр у шафі                         | англ. The Monster in the Closet            | Ladies' Home Journal (жовтень)             |
| 1981 | Птах і альбом                         | англ. The Bird and the Album               | A Fantasy Reader (30 жовтня)               |
| 1981 | Стрілець і Темний чоловік             | англ. The Gunslinger and the Dark Man      | Фентезі & Сайнс фікшн (листопад)           |
| 1982 | Перед виставою                        | англ. Before the Play                      | Whispers (серпень)                         |
| 1982 | Небесна смуга                         | англ. Skybar                               | The Do-It-Yourself Bestseller              |
| 1983 | Повернення Тіммі Бейтермана           | англ. The Return of Timmy Baterman         | Satyricon II                               |
| 1990 | Ведмідь                               | англ. The Bear                             | Фентезі & Сайнс фікшн (грудень)            |
| 1993 | Джонатан та відьми                    | англ. Jhonathan and the Witches            | First Words (жовтень)                      |
| 1994 | Вбивця                                | англ. The Killer                           | Famous Monsters of Filmland (№ 202, весна) |
| 1999 | Розмова нового лейтенанта             | англ. The New Lieutenant's Rap             | Окреме видання (квітень)                   |
| 2001 | Калія Брин Стерджіс                   | англ. Calla Bryn Sturgis                   | stephenking.com                            |
| 2005 | Піч                                   | англ. The Furnace                          | Weekly Reader (вересень)                   |
| 2012 | У високій траві                       | англ. In the Tall Grass                    | Есквайр (червень/липень–серпень)           |
| 2012 | Обличчя в натовпі                     | англ. A Face in the Crowd                  | Електронна книга (21 серпня)               |

## Вірші
| Рік  | Назва                  | Оригінальна назва                  | Перша публікація          | Збірка                       | Примітки                          |
| ---- | ---------------------- | ---------------------------------- | ------------------------- | ---------------------------- | --------------------------------- |
| 1968 |                        | англ. Harrison State Park '68      | Ubris (осінь)             | Поза збірками                |                                   |
| 1969 |                        | англ. The Dark Man                 | Ubris (осінь)             | Поза збірками                | Перевидано як окрема книга у 2013 |
| 1970 |                        | англ. Donovan's Brain              | Moth (1970)               | Поза збірками                |                                   |
| 1970 | англ. Silence          |                                    | Moth (1970)               | Поза збірками                |                                   |
| 1971 |                        | англ. In the Key Chords of Dawn    | Onan (січень)             | Поза збірками                |                                   |
| 1971 |                        | англ. Brooklyn August              | Io #10                    | Кошмари та сновидіння (1993) |                                   |
| 1971 |                        | англ. She Has Gone to Sleep While… | Contraband #1             | Поза збірками                |                                   |
| 1971 | англ. Woman with Child |                                    | Contraband #1             | Поза збірками                |                                   |
| 1971 |                        | англ. The Hardcase Speaks          | Contraband #2             | Поза збірками                |                                   |
| 1985 | Для Овена              | англ. For Owen                     | Команда скелетів (1985)   | Команда скелетів (1985)      |                                   |
| 1985 | Параноїк: кантика      | англ. Paranoid: A Chant            |                           |                              |                                   |
| 1994 |                        | англ. Dino                         | Salt Hill Journal (осінь) | Поза збірками                |                                   |
| 2009 |                        | англ. Mostly Old Men               | Tin House #40 (серпень)   | Поза збірками                |                                   |
| 2009 | Церква з кісток        | англ. The Bone Church              | Playboy (листопад)        | Ярмарок нічних жахіть (2015) |                                   |
| 2010 | Томмі                  | англ. Tommy                        | Playboy (березень)        | Ярмарок нічних жахіть (2015) |                                   |

## Сценарії
| Назва                   | Тип                   | Вперше опубліковано в        | Входить до збірки            | Примітки                                     |
| ----------------------- | --------------------- | ---------------------------- | ---------------------------- | -------------------------------------------- |
| «Вибачте, номер вірний» | телевізійний сценарій | Кошмари та сновидіння (1993) | Кошмари та сновидіння (1993) | Написано в 1987                              |
| «General»               | сценарій              | Screamplays (Вересень 1997)  | Поза збірками                | Написано в 1985 для фільму Котяче око (1985) |

## Виноски
1. ↑  Інша назва — «Березневий виповзень».
2. ↑  Інша назва — «Чужими очима».
3. ↑  Інша назва — «Пряникова дівчина».
4. ↑  У співавторстві з Крісом Чеслі.
5. 1 2  У співавторстві з Джо Гіллом.
6. ↑  У співавторстві з Браяном Гартцом.
7. ↑  У співавторстві зі Стюартом О'Наном[en].